# Dascht
Der Dascht ist ein Fluss im Südwesten der pakistanischen Provinz Belutschistan.
Der wichtigste Quellfluss des Dascht ist der Gudri oder Kil. Er entspringt im Makran-Gebirge und durchfließt eine vorwiegend hügelige Landschaft in westlicher Richtung. Er passiert dann, im Mittellauf Ketsch (engl.: Kech) genannt, die Stadt Turbat. Anschließend wird er an der Vereinigung des Ketsch mit dem von Westen kommenden Nihing vom Mirani-Staudamm zu Bewässerungs- und Trinkwasserzwecken aufgestaut. Unterhalb der Talsperre strömt der Fluss als Dascht noch 140 km in südwestlicher Richtung. 
Der Dascht-Nationalpark liegt am Unterlauf. Schließlich mündet der Dascht westlich von Jiwani unweit der iranischen Grenze in die Jiwani-Bucht und in den Golf von Oman. Der Dascht (mit dem Ketsch und dem Kil) hat eine Gesamtlänge von ungefähr 430 km.

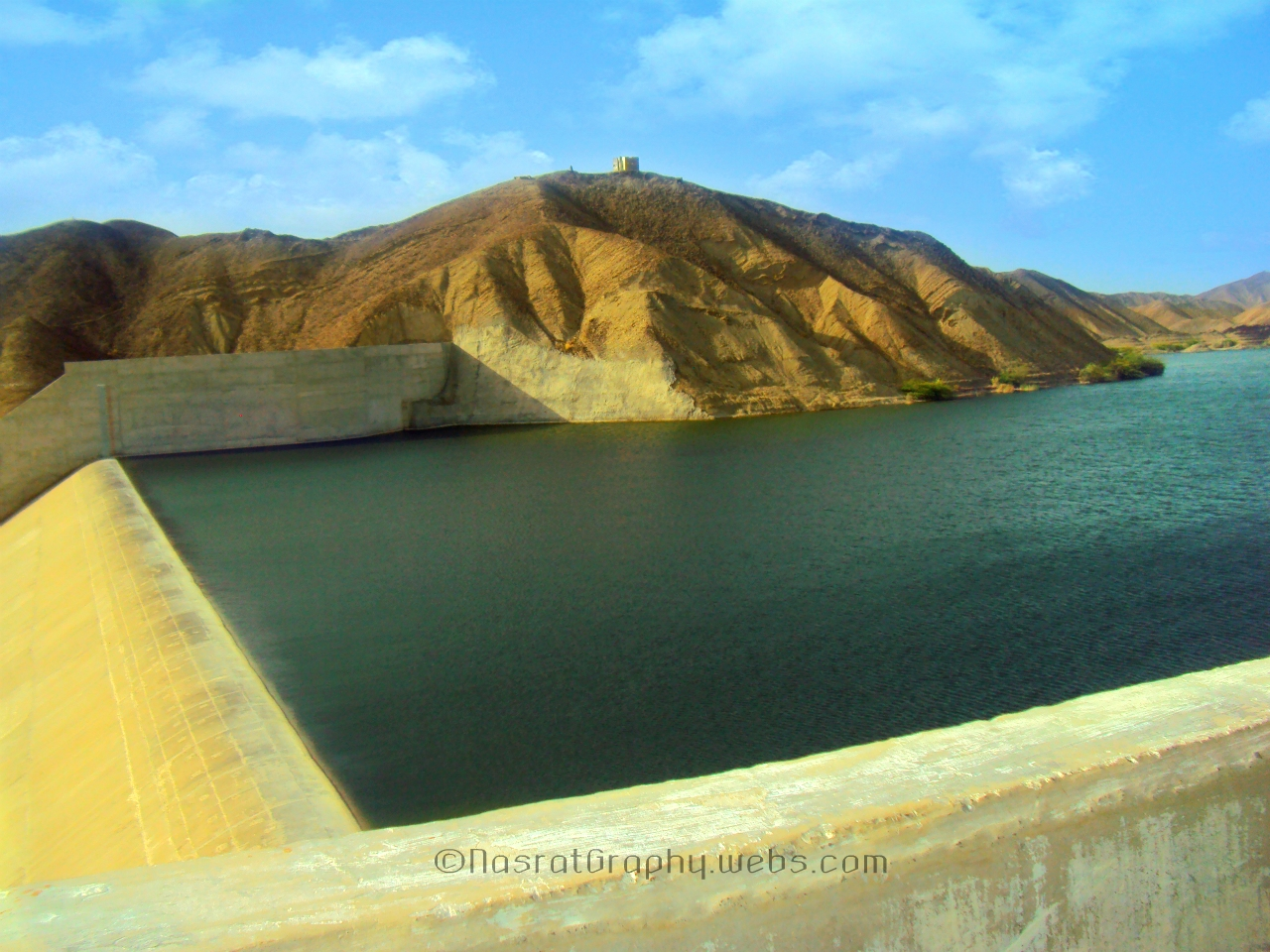
Mirani-Staudamm und Mirani-Stausee